# Vallée Sud Grand Paris
La Vallée Sud Grand Paris és una de les divisions o Établissement public territorial de la Metròpoli del Gran París. Creada al 2016, substitueix les antigues Comunitats d'aglomeració d'Hauts-de-Bièvre i Sud de Seine, així com la Comunitat de comunes de Châtillon-Montrouge.
Està formada per 11 municipis que pertanyen al districte d'Antony del departament dels Alts del Sena.

## Municipis
1. Antony
2. Bagneux
3. Bourg-la-Reine
4. Châtenay-Malabry
5. Châtillon
6. Clamart
7. Fontenay-aux-Roses
8. Malakoff
9. Montrouge
10. Le Plessis-Robinson
11. Sceaux